# Оразкопа (село)
Оразкопа (каз. Оразқопа) — упразднённое село в Камыстинском районе Костанайской области Казахстана. Входило в состав Бестобинского сельского округа. Находится на берегу озера Оразкопа примерно в 15 км к юго-востоку от районного центра, села Камысты. Код КАТО — 394837300. Упразднено в 2014 году.

## Население
В 1999 году население села составляло 219 человек (108 мужчин и 111 женщин). По данным переписи 2009 года в селе проживало 47 человек (29 мужчин и 18 женщин).